# Юдита обезголовлює Олоферна

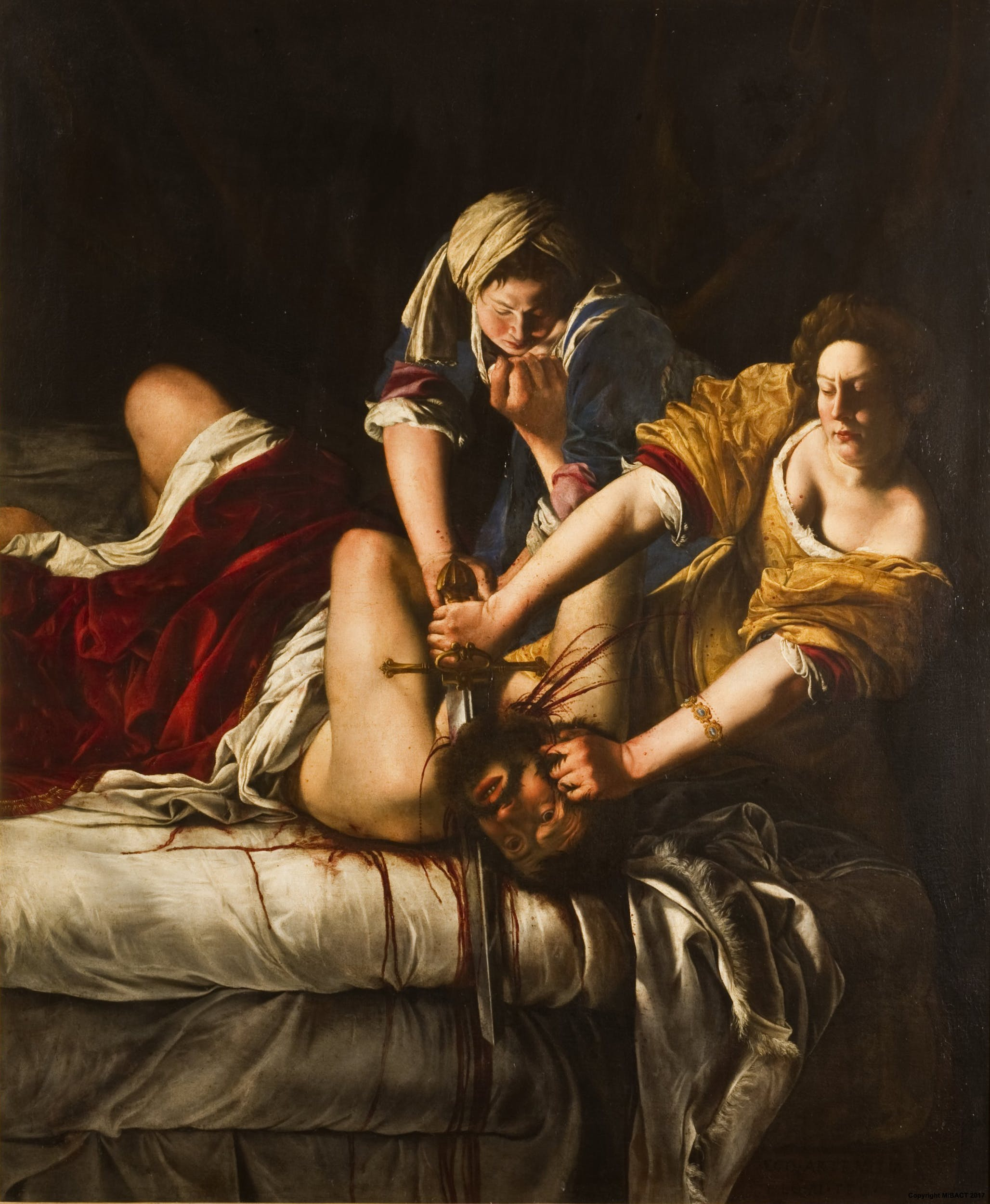
Артемізія Джентілескі «Юдита вбиває Олоферна», 1625 рік

Юдита обезголовлює Олоферна — розповідь у второканонічній Книзі Юдити, і є темою багатьох картин і скульптур періодів Відродження та Бароко. Юдита, прекрасна вдова, може увійти до намету Олоферначерез його бажання до неї. Олоферн — ассирійський полководець, який збирався зруйнувати дім Юди, місто Бетулію. Напившись, він непритомніє, і Юдита його обезголовлює. Його голову забирають у кошику (часто зображують, як його несе літня служниця).
Художники здебільшого обирали одну з двох можливих сцен (зі служницею або без неї): обезголовлення, коли Олоферн лежить на ліжку, або коли героїня тримає чи несе голову, часто з допомогою служниці.
У європейському мистецтві Юдита дуже часто супроводжує її служниця за плечем, що допомагає відрізнити її від Саломеї, яка також несе голову своєї жертви на срібній тарелі. Однак розвинулась північна традиція, за якою Юдита мала і служницю, і слугу, яку взяв Ервін Панофскі як приклад знань, необхідних для вивчення іконопису. Для багатьох художників і науковців сексуалізована жіночність Юдити іноді суперечливо поєднувалася з її чоловічою агресією. Юдита була однією з доброчесних жінок, про яких Ван Бевервейк згадував у своїй апології (1639), що підтримувала перевагу жінок над чоловіками, і поширеним прикладом іконографічної теми «Сила жінок» у Північному Відродженні.

## Передумови раннього християнства
Книга Юдити у Біблії була прийнята Ієронімом як канонічна та прийнята у Вульгаті, і на неї посилався Климент Римський наприкінці першого століття (1 Климента 55), і, таким чином, зображення Юдити були такими ж прийнятними, як і зображення інших біблійних жінок. У ранньому християнстві, однак, образи Юдити були далекі від сексуальності чи насильства: її зазвичай зображували як «тип Богородиці, що молиться, або церкви, або як фігуру, що топче сатану і боронує пекло», тобто у спосіб, що не видавав жодної сексуальної амбівалентності: «сама фігура Юдити залишалася нерухомою і нереальною, відокремленою від реальних сексуальних образів і таким чином захищеною».

## Зображення епохи Відродження

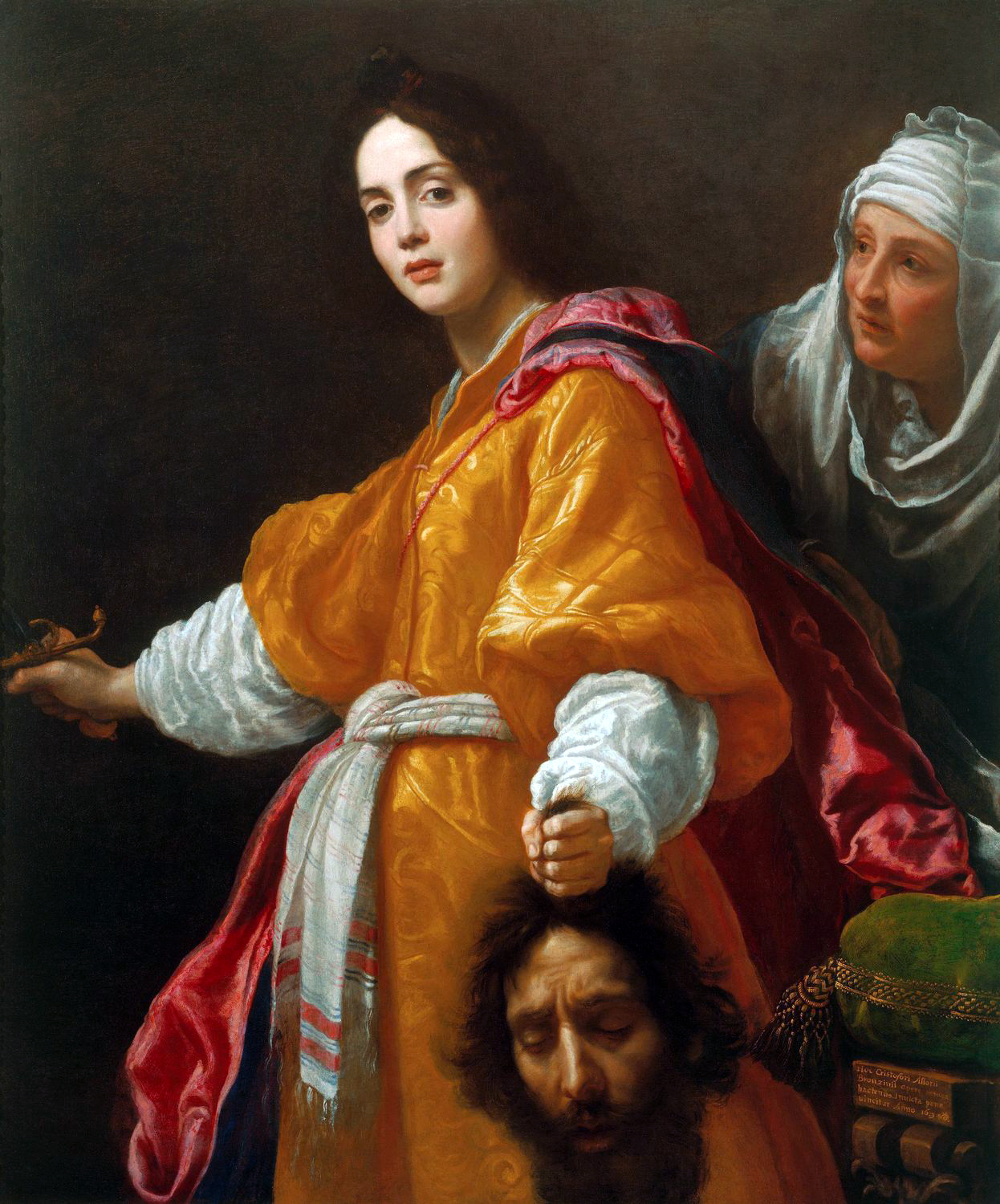
Крістофано Аллорі, «Юдита з головою Олоферна» (1613)

«Юдита і Олоферн», відома бронзова скульптура Донателло, несе в собі алегоричний підтекст, який був неминучим у Флоренції раннього Відродження, про боротьбу комуни проти тиранії.
У пізньому Відродженні Юдита значно змінилася, зміна, яку описують як «відпадіння від благодаті» — з образу Марії вона перетворюється на фігуру Єви. Юдити епохи раннього Відродження, як правило, ж повністю одягненими та десексуальними; окрім скульптури Донателло, це Юдити з картини Сандро Боттічеллі «Повернення Юдити до Бетулії» (1470–1472), «Юдита з головою Олоферна» Андреа Мантеньї (1495, з окремою головою) і фреска Сікстинської капели Мікеланджело (1508–1512). Пізніші художники епохи Відродження, зокрема Лукас Кранах Старший, майстерні якого належать принаймні вісім Юдит, показували більш сексуальну Юдиту, «спокусницю-вбивцю»: «той самий одяг, який був введений в іконографію, щоб підкреслити її цнотливість, стає сексуально зарядженим, коли вона оголює закривавлену голову перед шокованим, але зачарованим глядачем», за словами мистецтвознавця Джонатана Джонса. Цей перехід від десексуалізованого образу Чесноти до більш сексуальної та агресивної жінки видно в «Юдити» Джорджоне (бл. 1505): «Джорджоне показує героїчний приклад, тріумф перемоги, коли Юдита наступає на відрубану голову Олоферна. Але емблема Чесноти є недосконалою, оскільки одна гола нога, що з'являється крізь розріз у сукні, викликає еротизм, вказує на двозначність і, таким чином, є першою алюзією на майбутню трансформацію Юдити від Марії до Єви, від воїна до фатальної жінки». Наявні й інші італійські художники епохи Відродження, які писали цю тему, включають Боттічеллі, Тиціана та Паоло Веронезе.
Особливо в Німеччині розвинувся інтерес до жіночих «достойниць« і героїнь, щоб відповідати традиційним чоловічим комплектам. Серед колекціонерів також були популярні сюжети, що поєднують секс і насильство. Як і Лукреція, Юдита була темою великої кількості гравюр старих майстрів, іноді зображених оголеними. Бартель Бегам вигравірував три композиції на цю тему, а інші »Маленькі майстри« зробили ще кілька. Гравюри на дану тему також зробили Якопо де Барбері, Джироламо Мочетто (за дизайном Андреа Мантенья) і Франческо Парміджаніно.

## Барокові образи

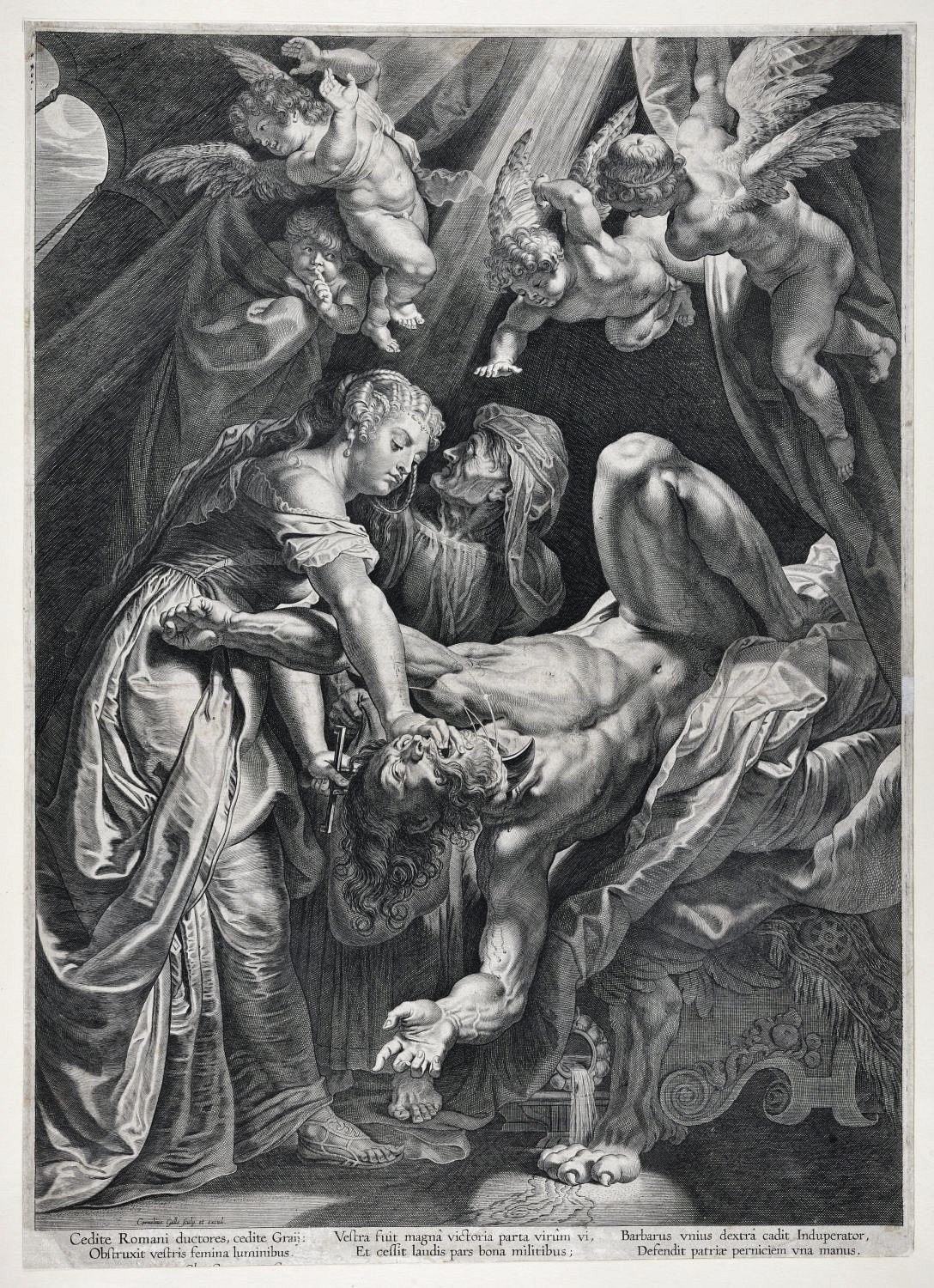
«Юдита обезголовлює Олоферна», картина Корнеліса Галле Старшого (бл. 1610) (Бібліотека Варшавського університету)

У період бароко Юдита залишалася популярною, але приблизно в 1600 році образи Юдита почали набувати більш насильницького характеру, «і Юдита стала загрозливим персонажем для художника та глядача». Італійські художники, зокрема Караваджо, Леонелло Спада та Бартоломео Манфреді, зображували Юдиту і Олоферна. На півночі такими виступили Рембрандт, Пітер Пауль Рубенс і Еглон ван дер Нір. Впливова композиція Крістофано Аллорі (бл. 1613 р. і далі), яка існує в кількох версіях, скопіювала образ недавнього «Давид із головою Голіафа» Караваджо: голова Олоферна — це портрет художника, Юдита — його колишня коханка, а служниця — її мати. На картині Артемізії Джентілескі «Юдита вбиває Олоферна» (Неаполь) вона демонструє своє знання картини Караваджо «Юдита й Олоферн» 1612 року; як Караваджо, вона вирішує показати фактичний момент убивства. Інша композиція в палаці Пітті у Флоренції демонструє більш традиційну сцену з головою в кошику.
Хоча багато з вищезгаданих картин були створені завдяки приватному патронату, важливі картини та цикли були створені також церковним замовленням і були зроблені для сприяння новому алегоричному прочитанню історії — про те, що Юдита перемагає протестантську єресь. Це період Контрреформації, і багато зображень (включно з фресковим циклом у Латеранському палаці, створеним папою Сікстом V і розробленим Джованні Гуерра та Чезаре Неббіа) «проголошують її риторичне присвоєння Католицькою чи Контрреформаційною церквою проти „єресей“ протестантизму. Юдита врятувала свій народ, перемігши ворога. вона описала не лише одного язичника, а „всіх невіруючих“ (Суд 13:27); таким чином вона була ідеальним агентом антиєретичної пропаганди».
Коли Рубенс почав замовляти копії своїх робіт, першою була гравюра Корнеліуса Ґалле Старшого, виконана «дещо незграбно», його жорстокої «Юдити, що вбиває Олоферна» (1606—1610). Інші гравюри виконані такими художниками, як Жак Калло.

## Сучасні зображення

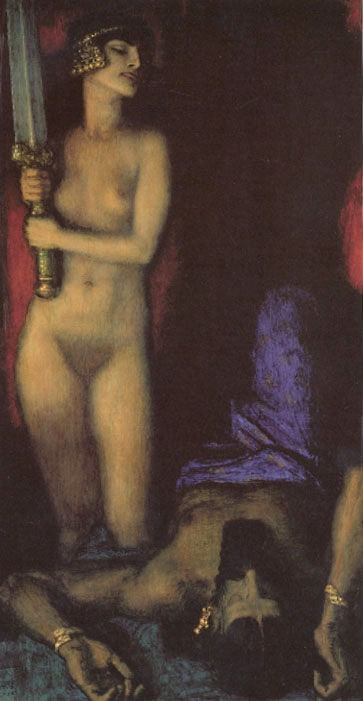
Франц фон Штук, «Юдита» (1926), Державний музей Шверіна

Алегоричний і хвилюючий характер сцени Юдити та Олоферна продовжує надихати художників. Наприкінці ХІХ століття Жан-Шарль Казен створив серію з п'яти картин, які продовжують сюжет і надають йому традиційного для ХІХ століття фіналу; остання картина показує Юдиту «у поважній старості», і «ми побачимо, як вона сидить у своєму домі і пряде».
Ґустав Клімт написав дві відомі картини про Юдиту, історія була дуже популярна серед  його сучасників. 1901 року він створив картину «Юдита І» («Юдита і голова Олоферна)», на якій зображена мрійлива та чуттєва жінка з відкритою сорочкою. Його «Юдита II» (1909) «менш еротична і більш страшна». Обидва «вказують на „кризу чоловічого его“, страхи і жорстокі фантазії, переплетені з еротизованою смертю, яку жінки і сексуальність викликали принаймні у деяких чоловіків на рубежі століть».
Сучасні картини сцени часто зображають Юдиту оголеною. На картині Франца фон Штука 1926 року Юдита зображена як «визволителька свого народу», яка стоїть оголена й тримає меч біля дивана, на якому сидів Олоферн, напівприкритий синіми простирадлами — де текст зображує її богобоязливою і цнотливою: «Юдита Франца фон Штука стає, в сліпучій наготі, втіленням розпусної спокуси».
У 1983 році російські художники Віталій Комар і Олександр Меламед намалювали «Юдита на Червоній площі», яка «зображає Сталіна в ролі Олоферна, підкореного молодою російською дівчиною, яка споглядає його відрубану голову з поєднанням цікавості та задоволення». У 1999 році американська художниця Тіна Блонделл зобразила Юдиту аквареллю; її «Я зроблю тебе нижчим на голову» явно натхненна картиною Клімта «Юдита I» і є частиною серії картин під назвою «Занепалі янголи».

## Галерея

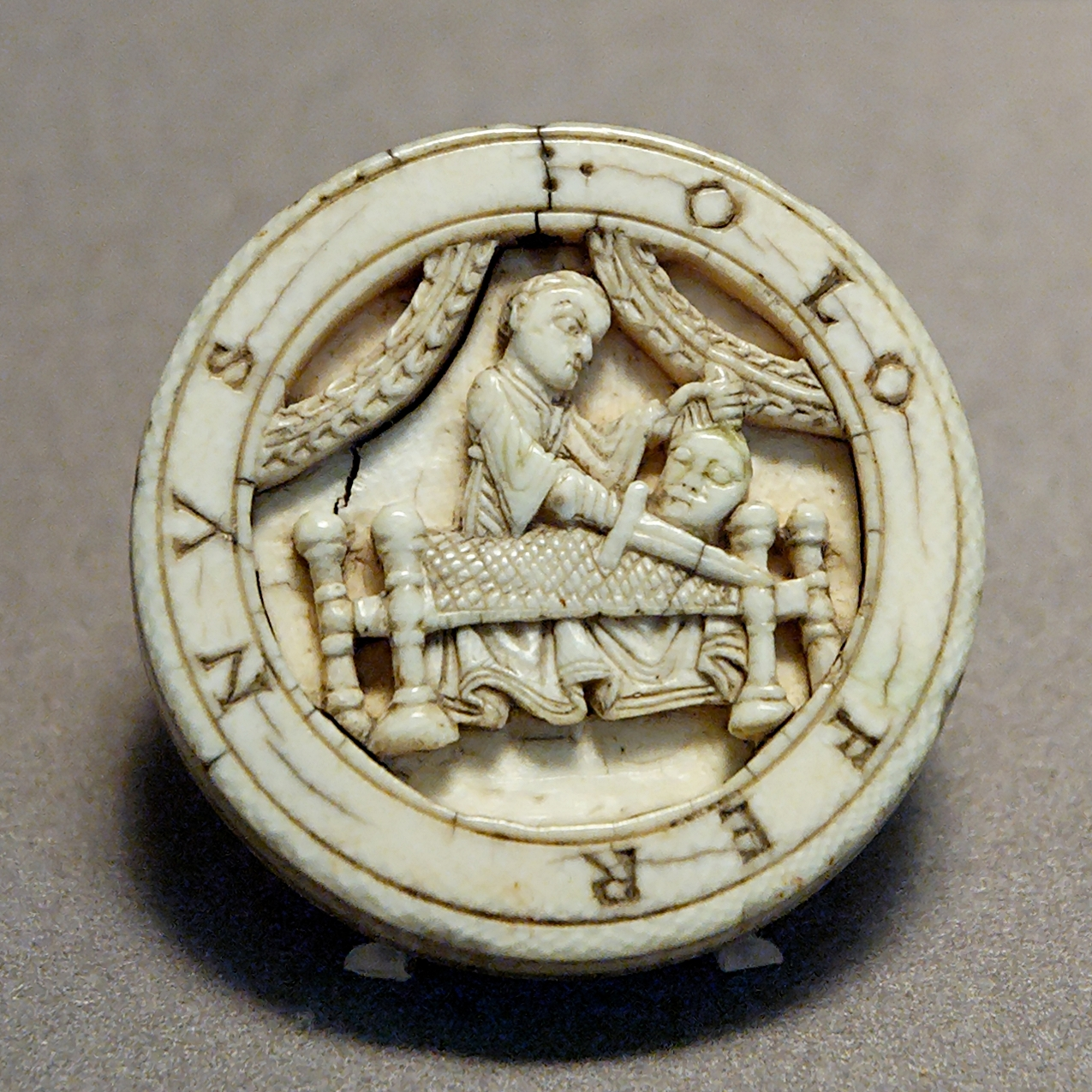
Французька гральна статуетка зі слонової кістки ХІІ століття, знайдена в Байо 1838 р.
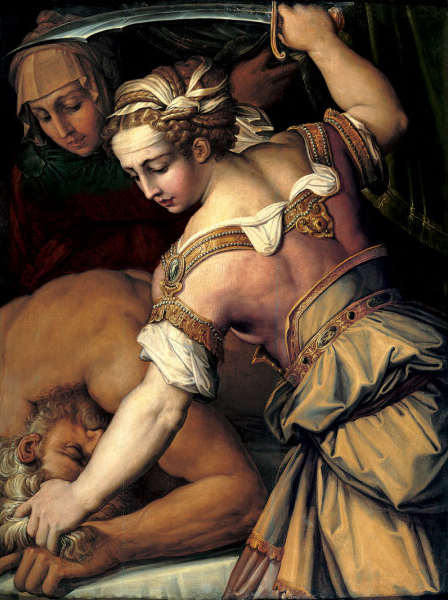
Джорджо Вазарі, «Юдита і Олоферн» (бл. 1554 р.)
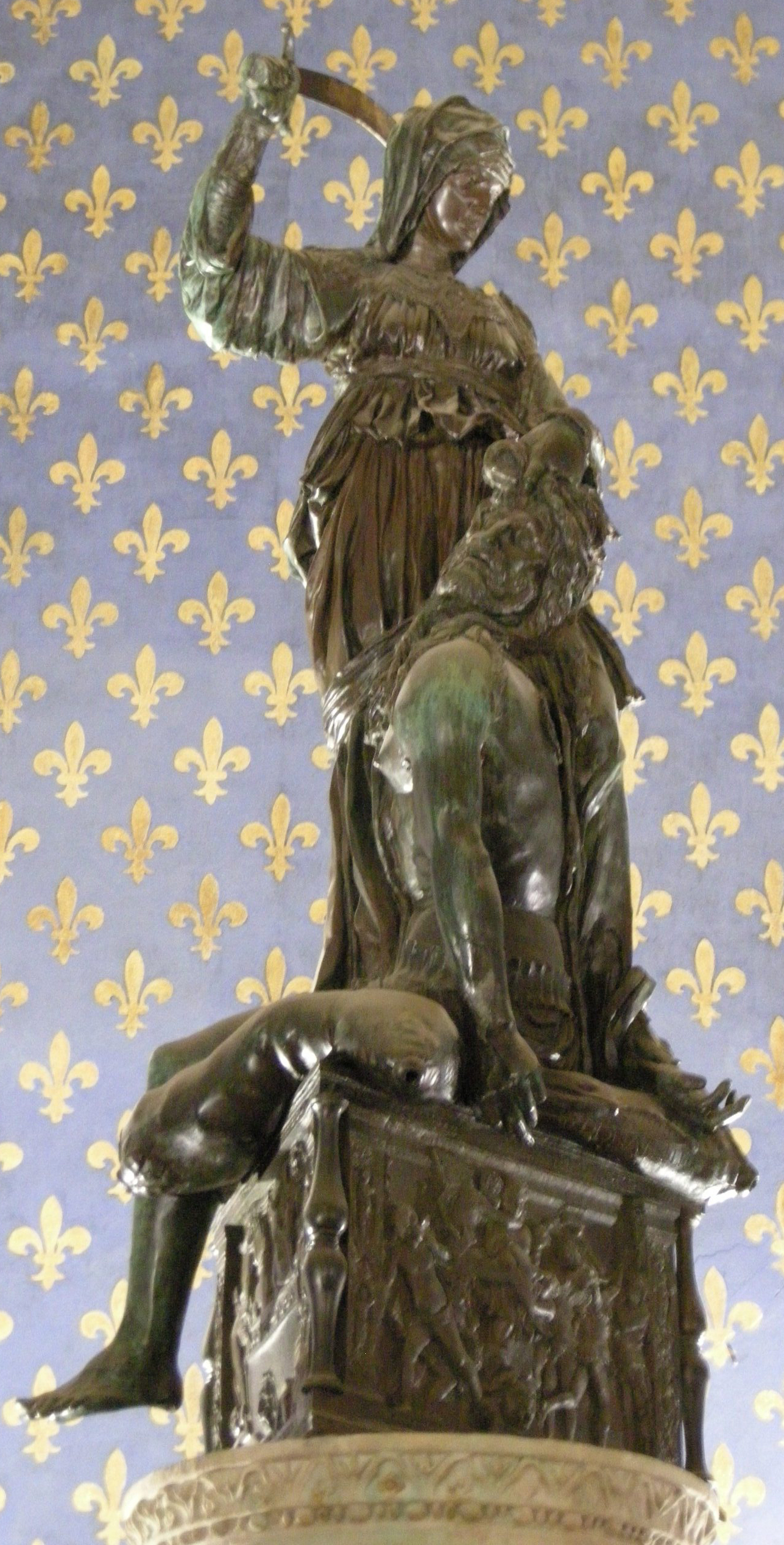
Донателло,  «Юдита і Олоферн», 1457–64 рр.
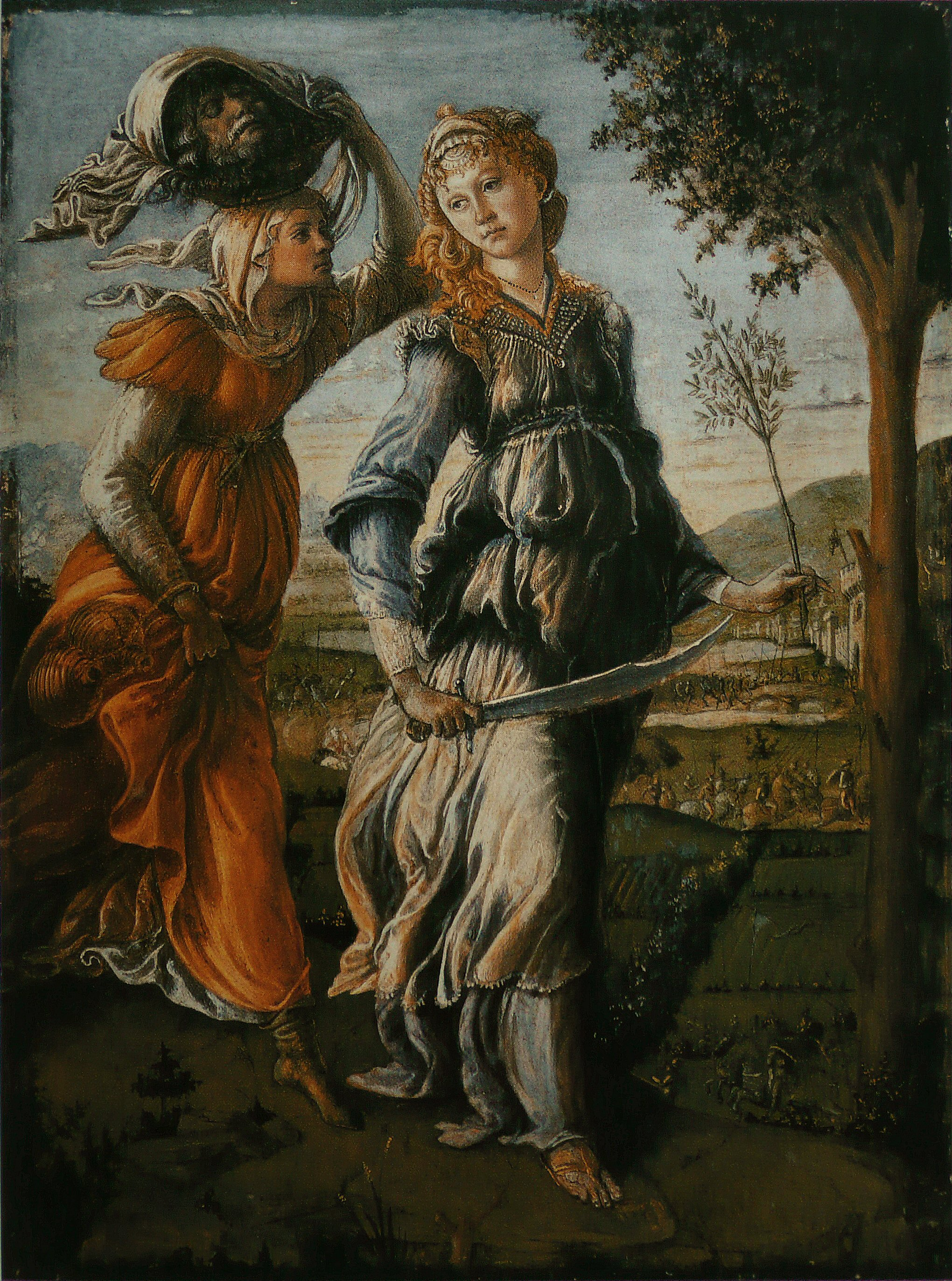
Сандро Боттічеллі, «Повернення Юдити до Віфлеєму», 1470 р.
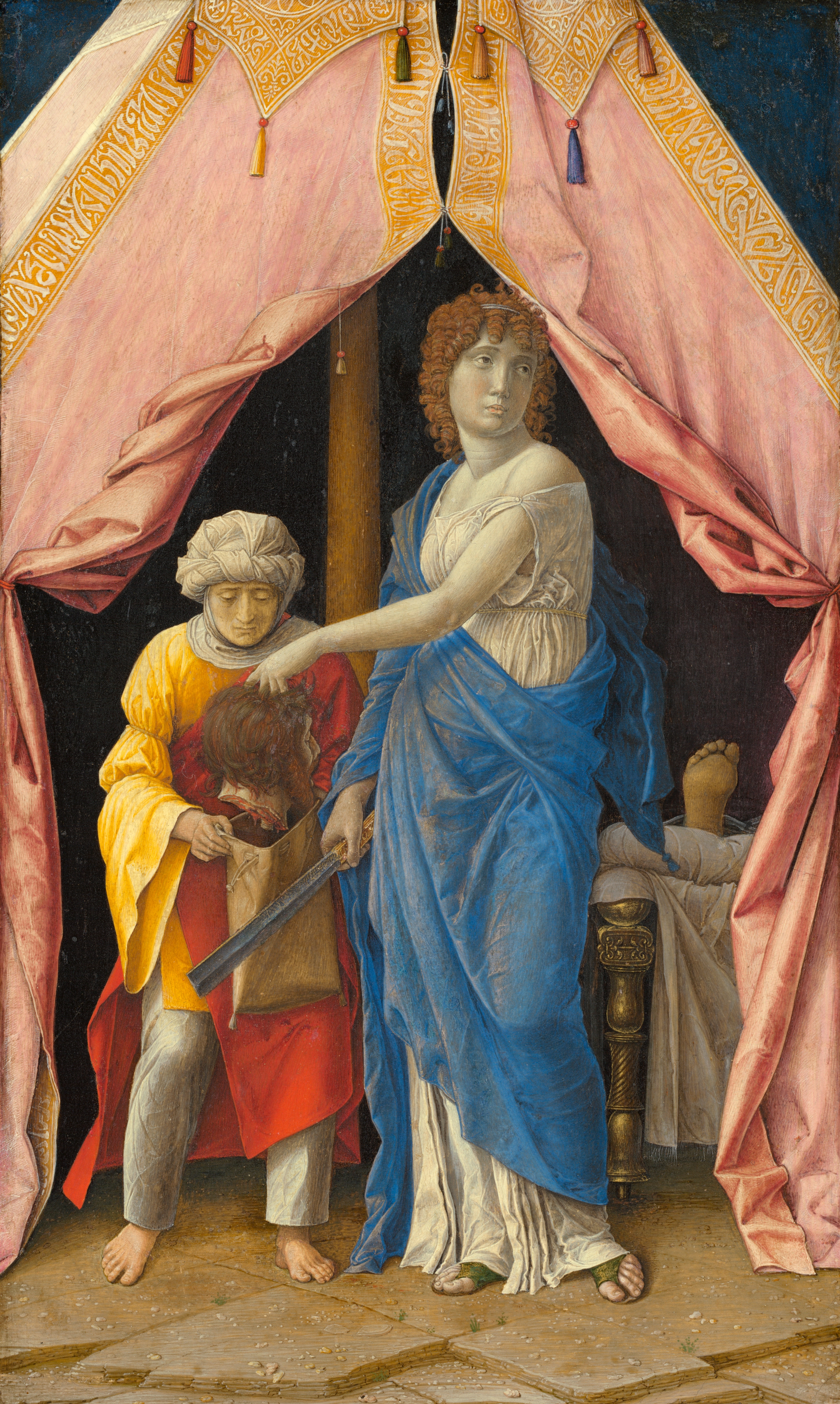
Андреа Мантенья, «Юдита і Олоферн», 1490 р.
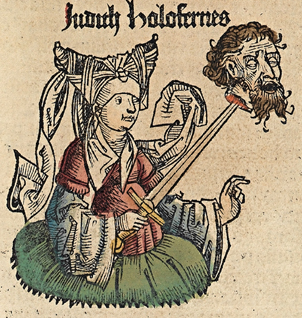
Ксилографія «Нюрнберзької хроніки», 1493 р.
Алебастрова фігура   Конрата Майта, бл. 1525 р.
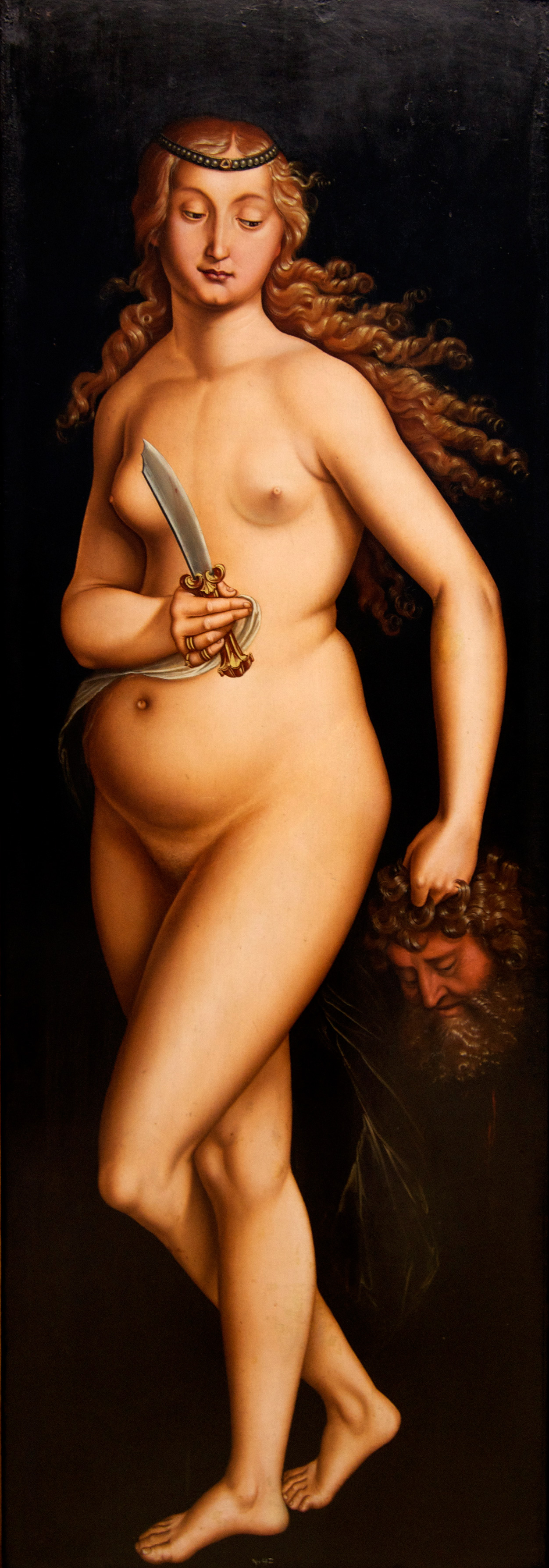
«Юдита з головою Олоферна», Ганс Бальдунг Грієн, бл. 1525 р., Німецький національний музей.
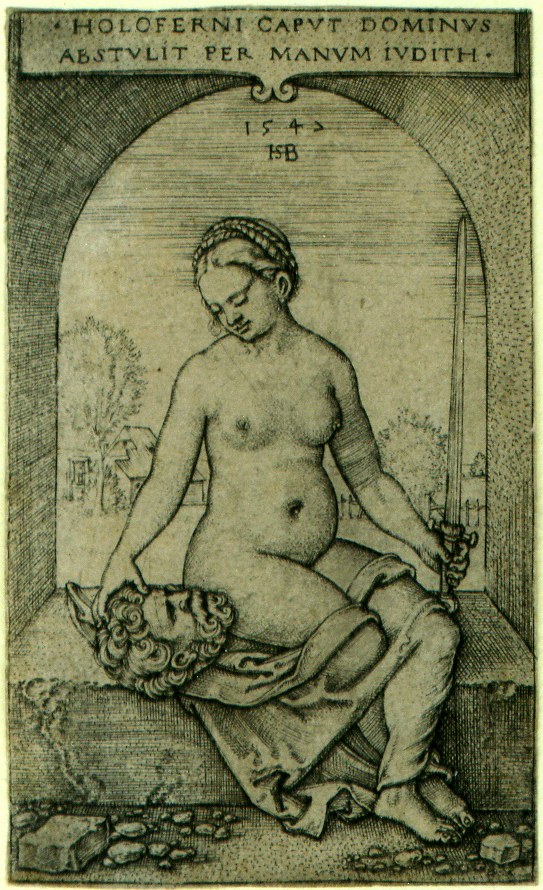
Гравюра Ганса Зебальда Бегама 1547 р.
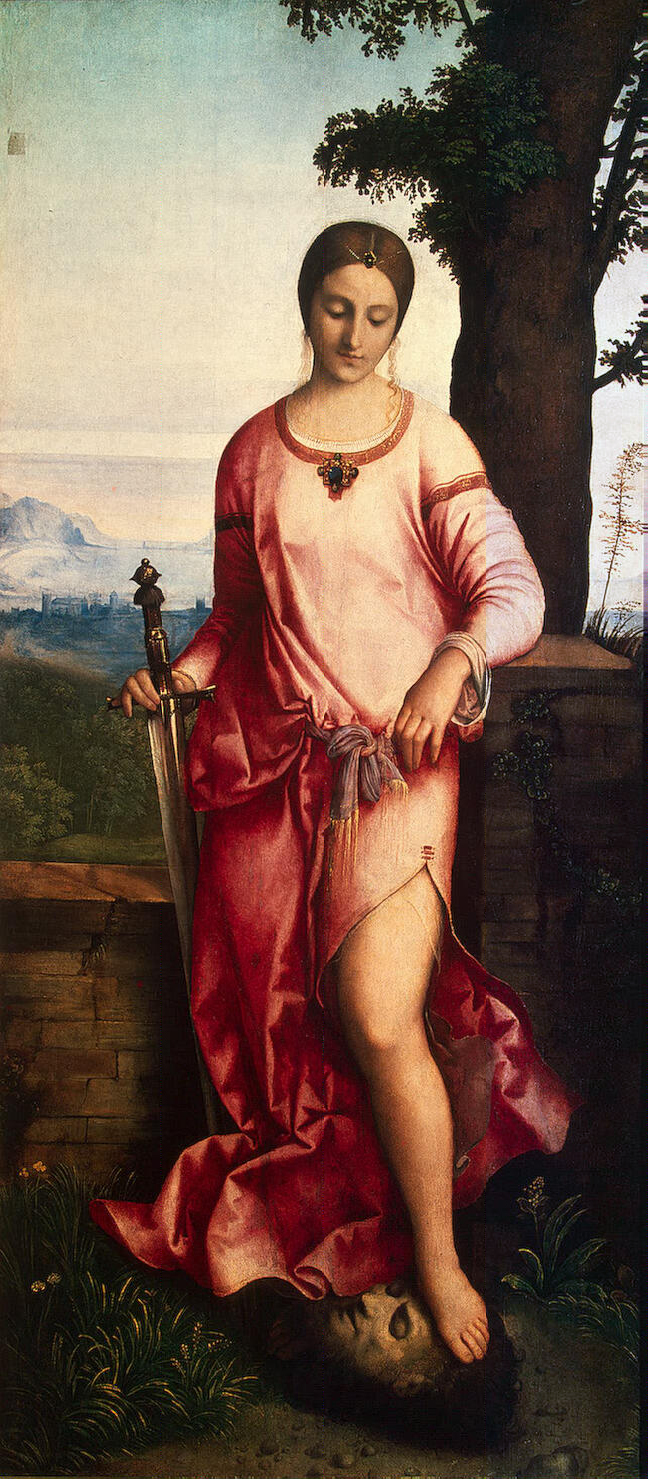
Джорджоне, «Юдита з головою Олоферна» (бл. 1505 р.)
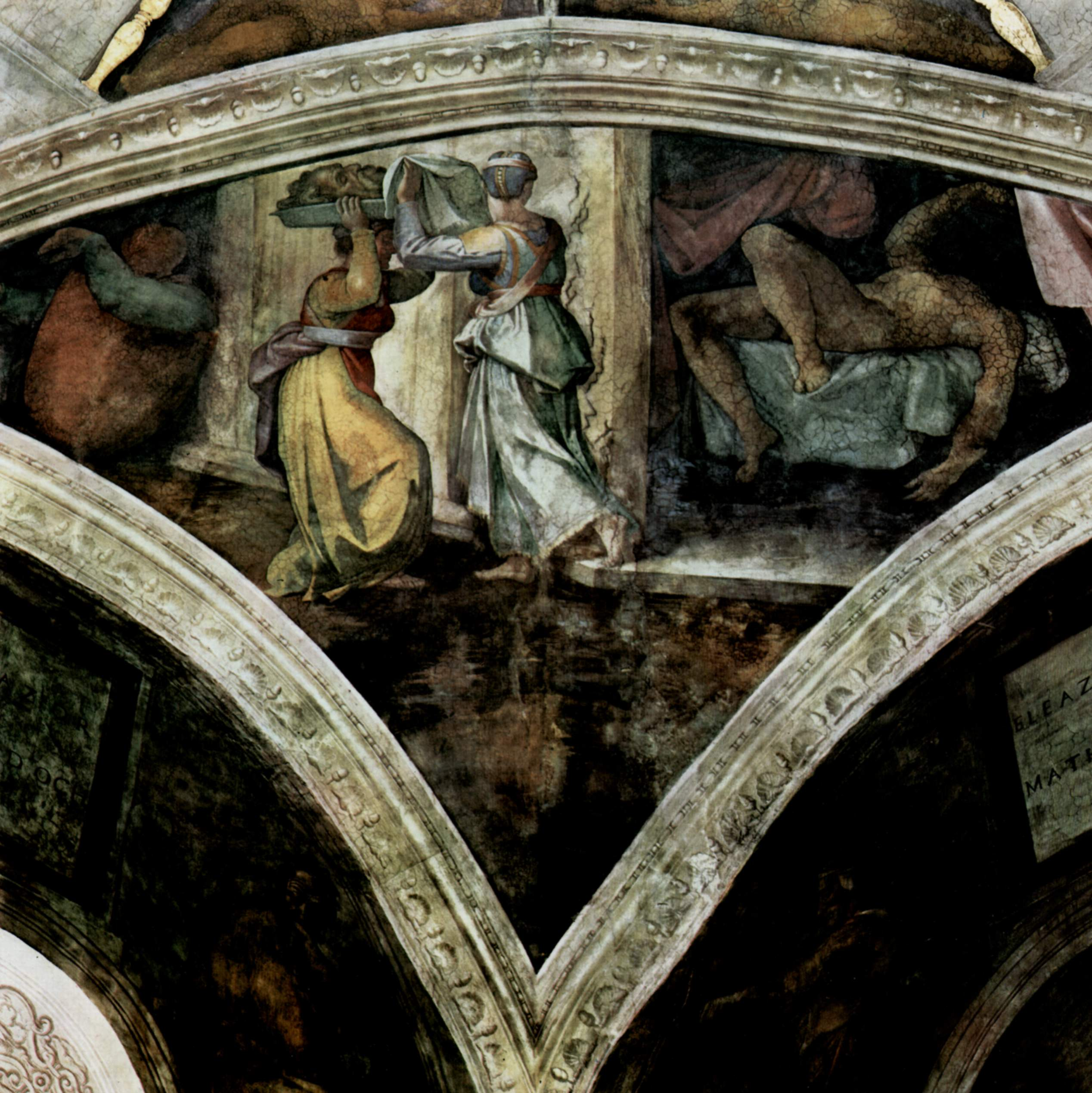
Мікеланджело Буонарроті, «Юдита й Олоферн», стеля Сікстинської капели (1508–1512 рр.)
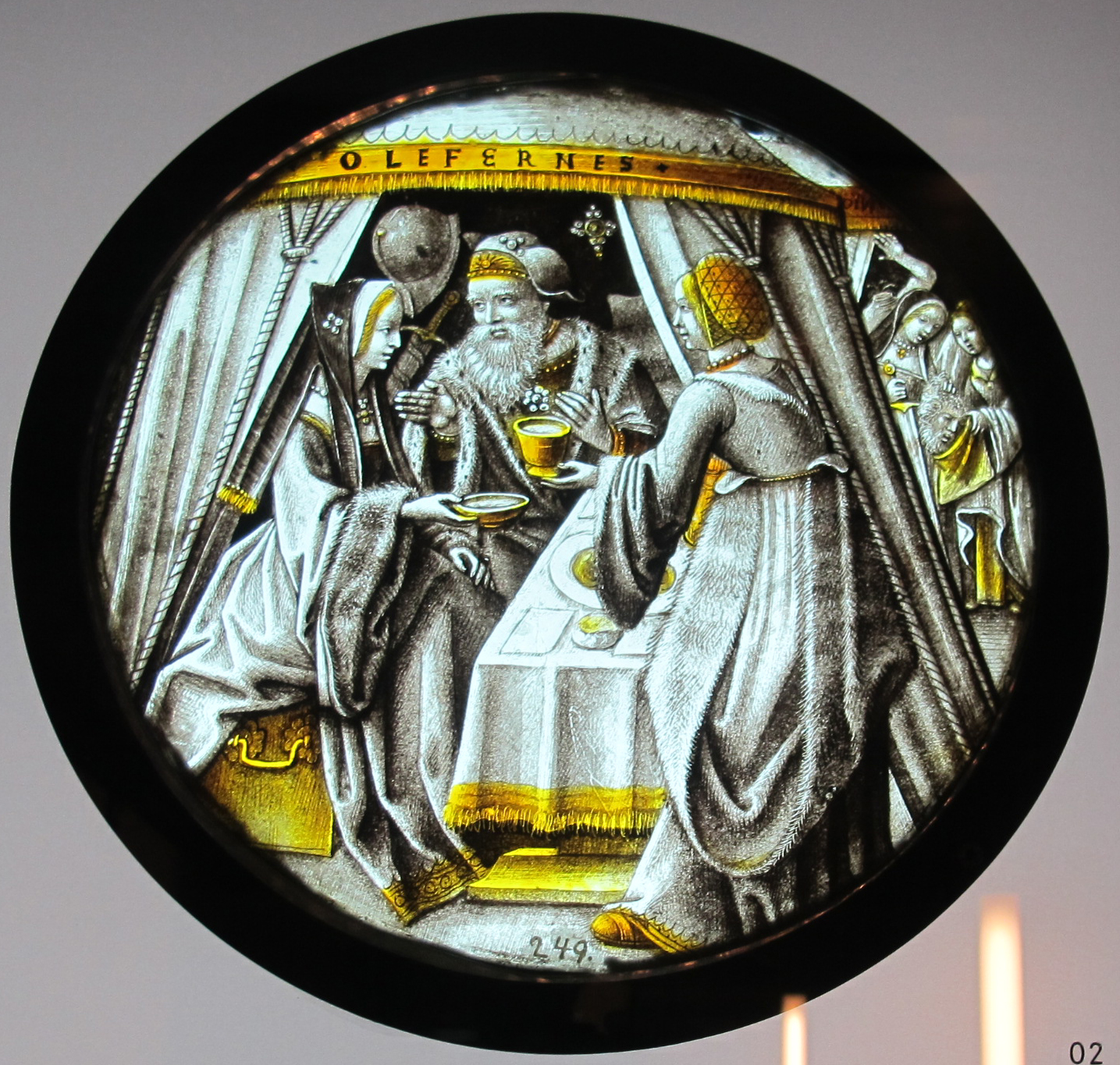
Вітраж, бл. 1510-1530 рр.
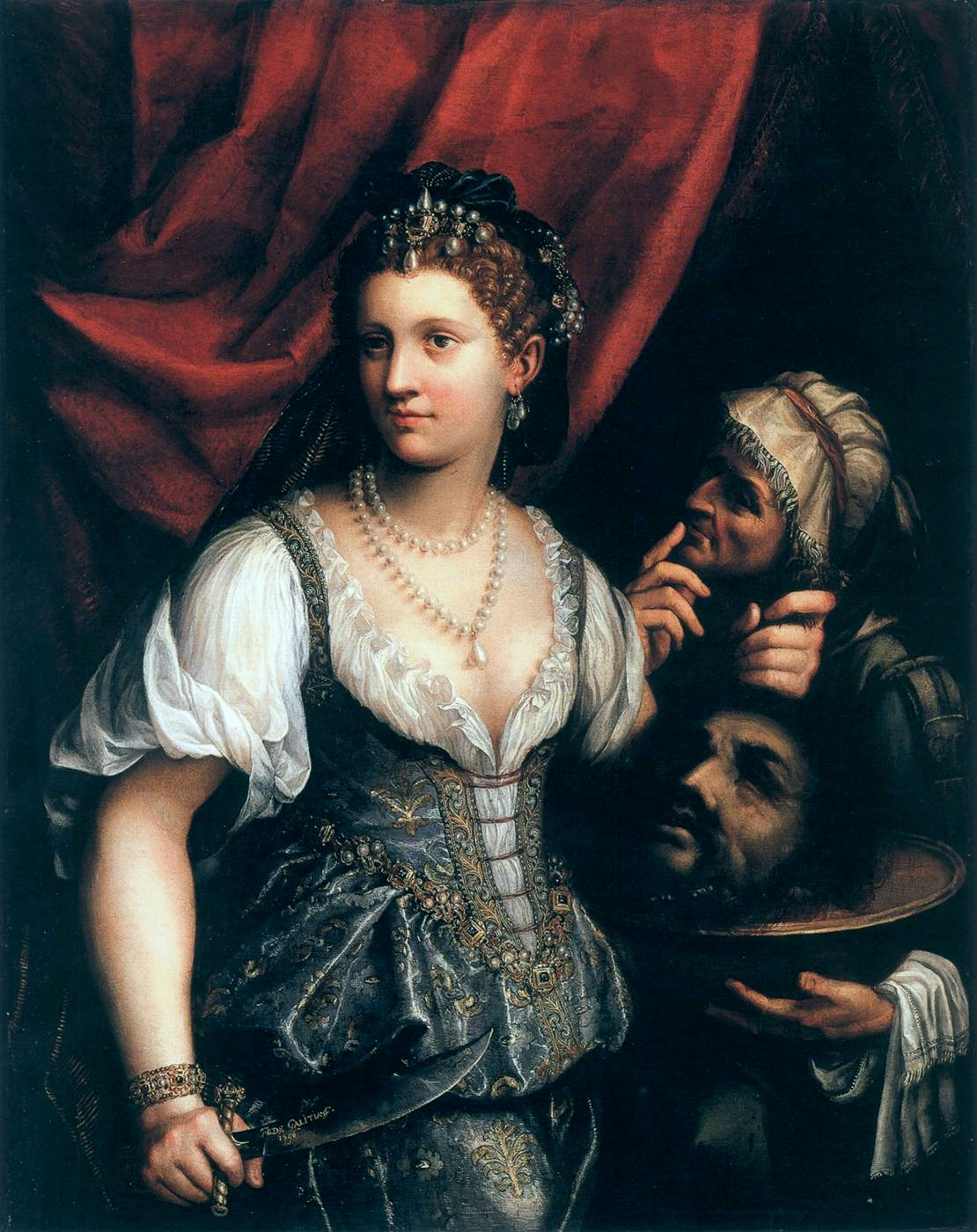
Феде Галіція, «Юдита з головою Олоферна», 1596 р.
Караваджо, «Юдита й Олоферн» (бл. 1598–1599 рр.)
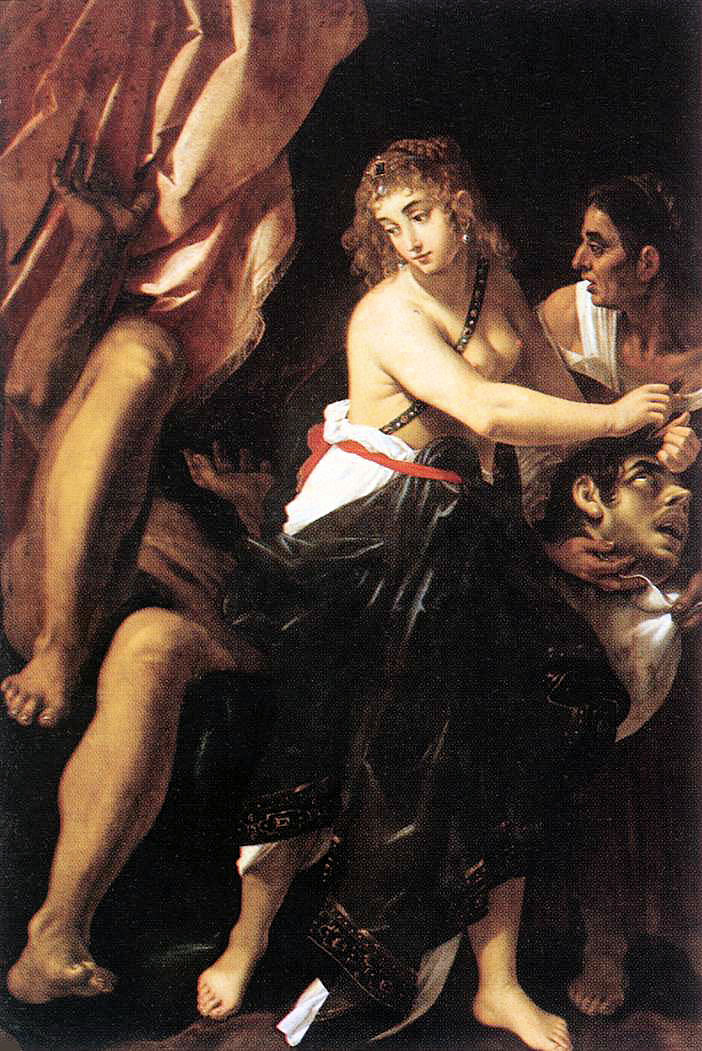
Джованні Бальйоне, «Юдита з головою Олоферна» (1608 р.)
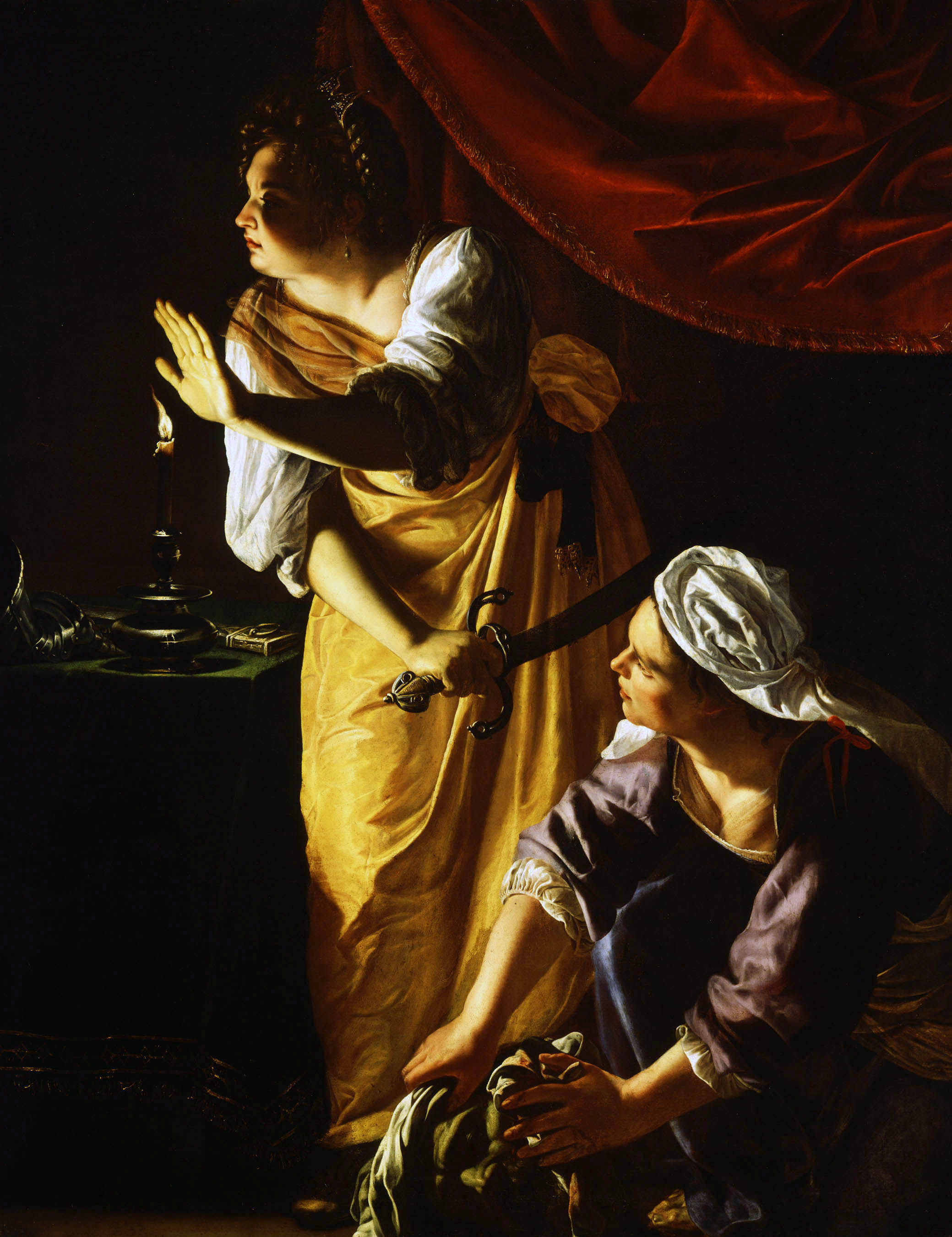
Артемізія Джентілескі, «Юдита та її служниця з головою Олоферна» (бл. 1625 р.)
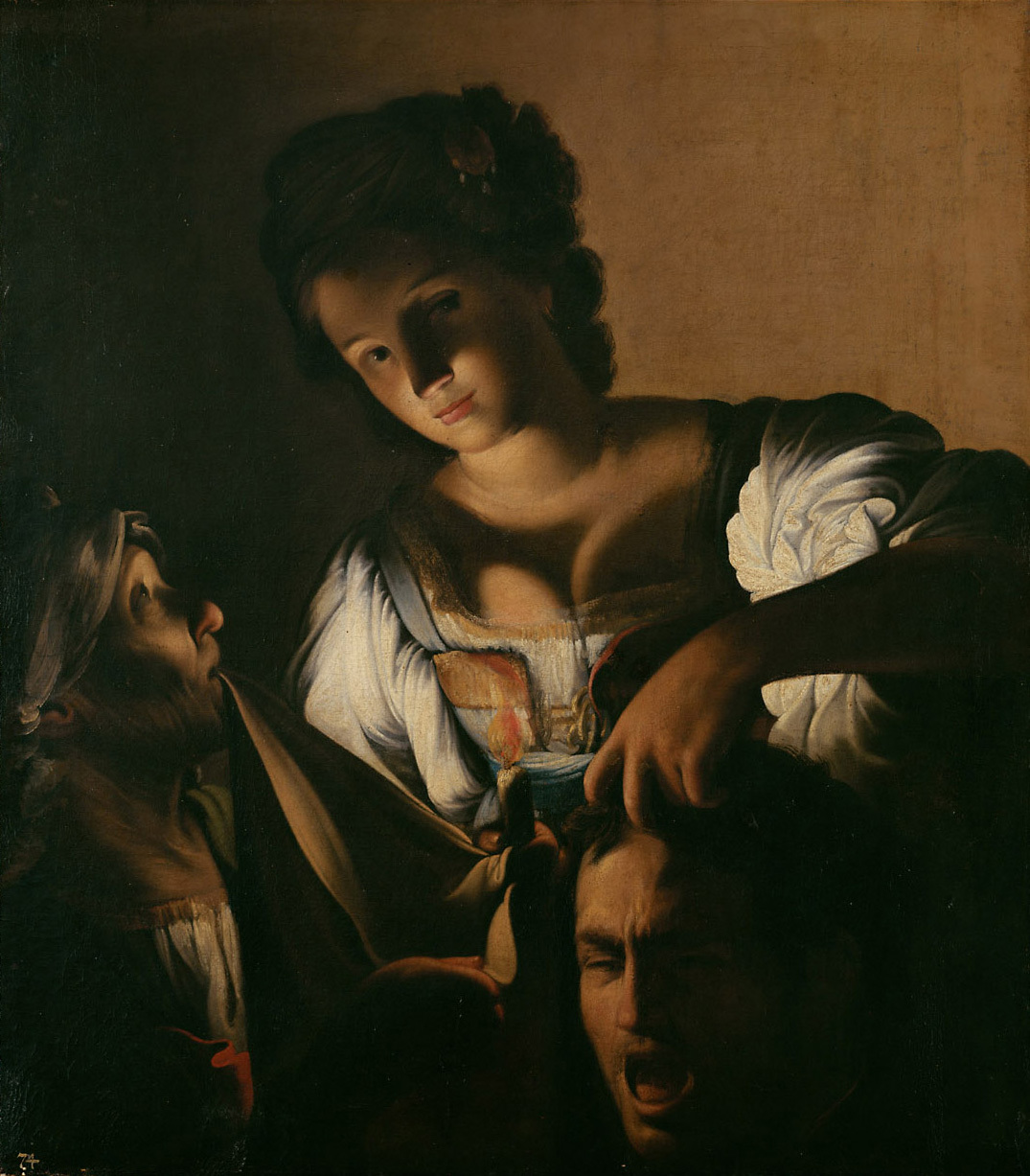
Карло Сарачені, «Юдита з головою Олоферна» (бл. 1615 р.)
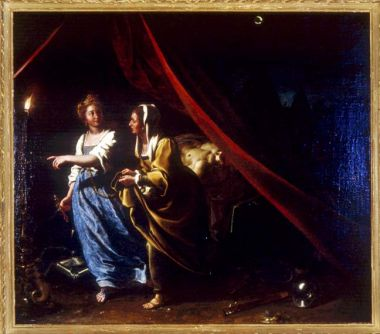
Антіведуто Граматіка, «Юдита з головою Олоферна» (1620–1625 рр.)
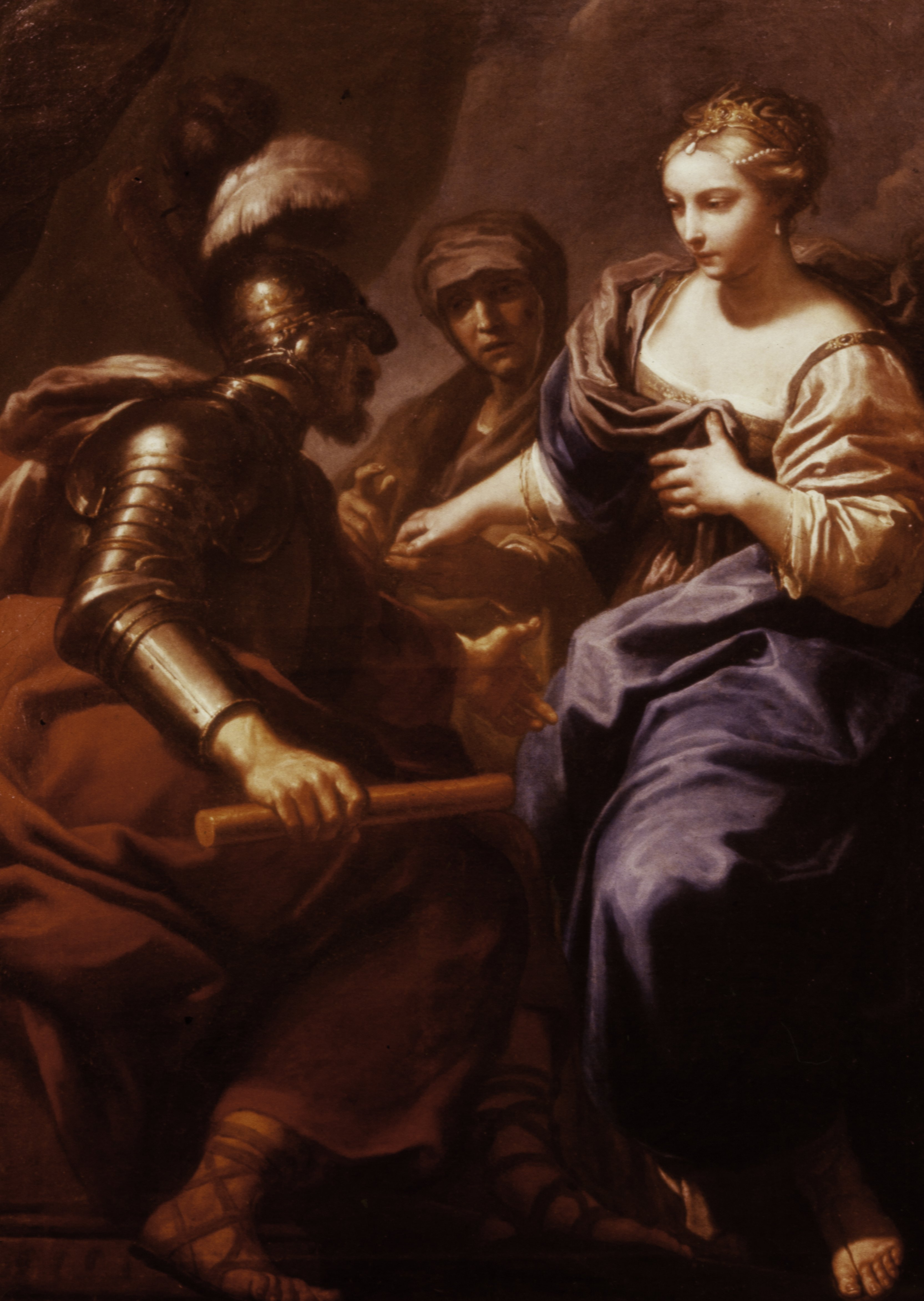
Антоніо Гіоніма, «Юдита, що представляється Олоферну» (1720-ті рр.). Міннеаполіський інститут мистецтва
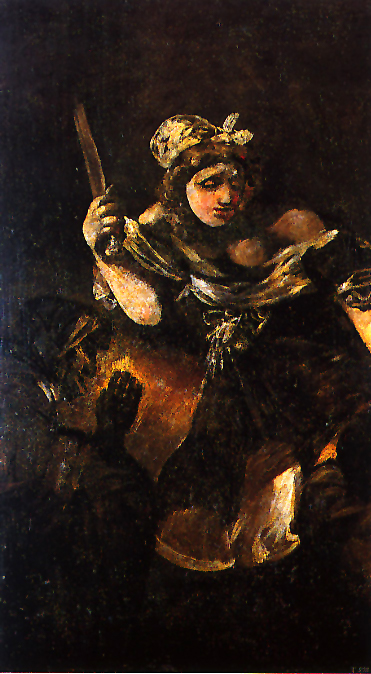
Франсіско-Хосе де Гоя, «Юдита та Олоферн» (1819–23 рр.)
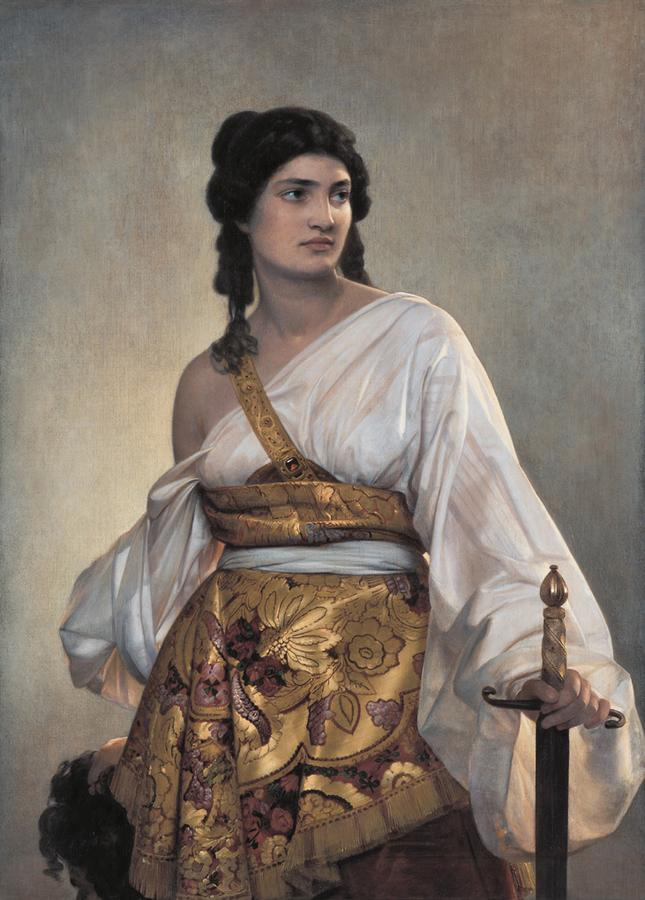
Август Рідель, «Юдита» (1840 р.)
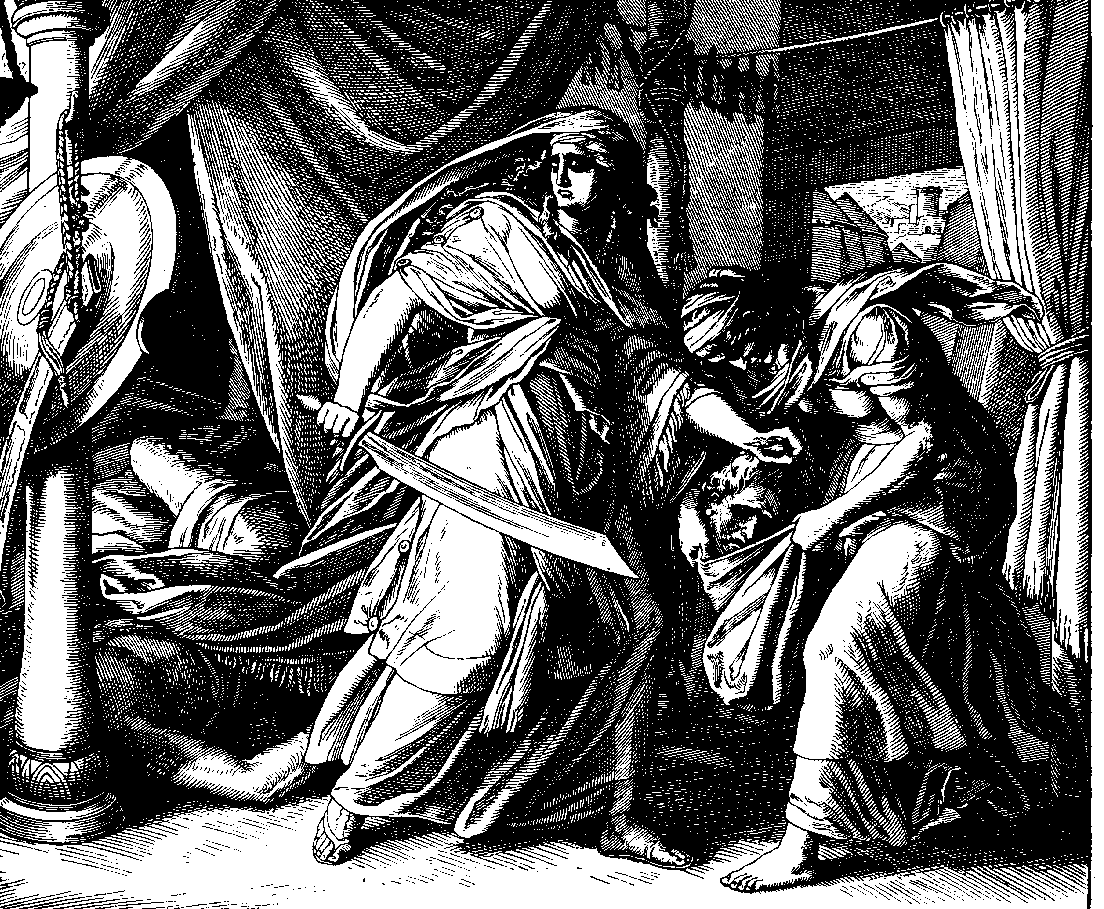
Юліус Шнор фон Каролсфельд (1860 р.)
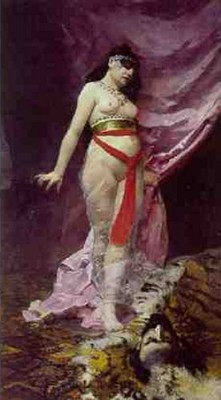
Пол Стек, «Юдита» (бл. 1900 р.)
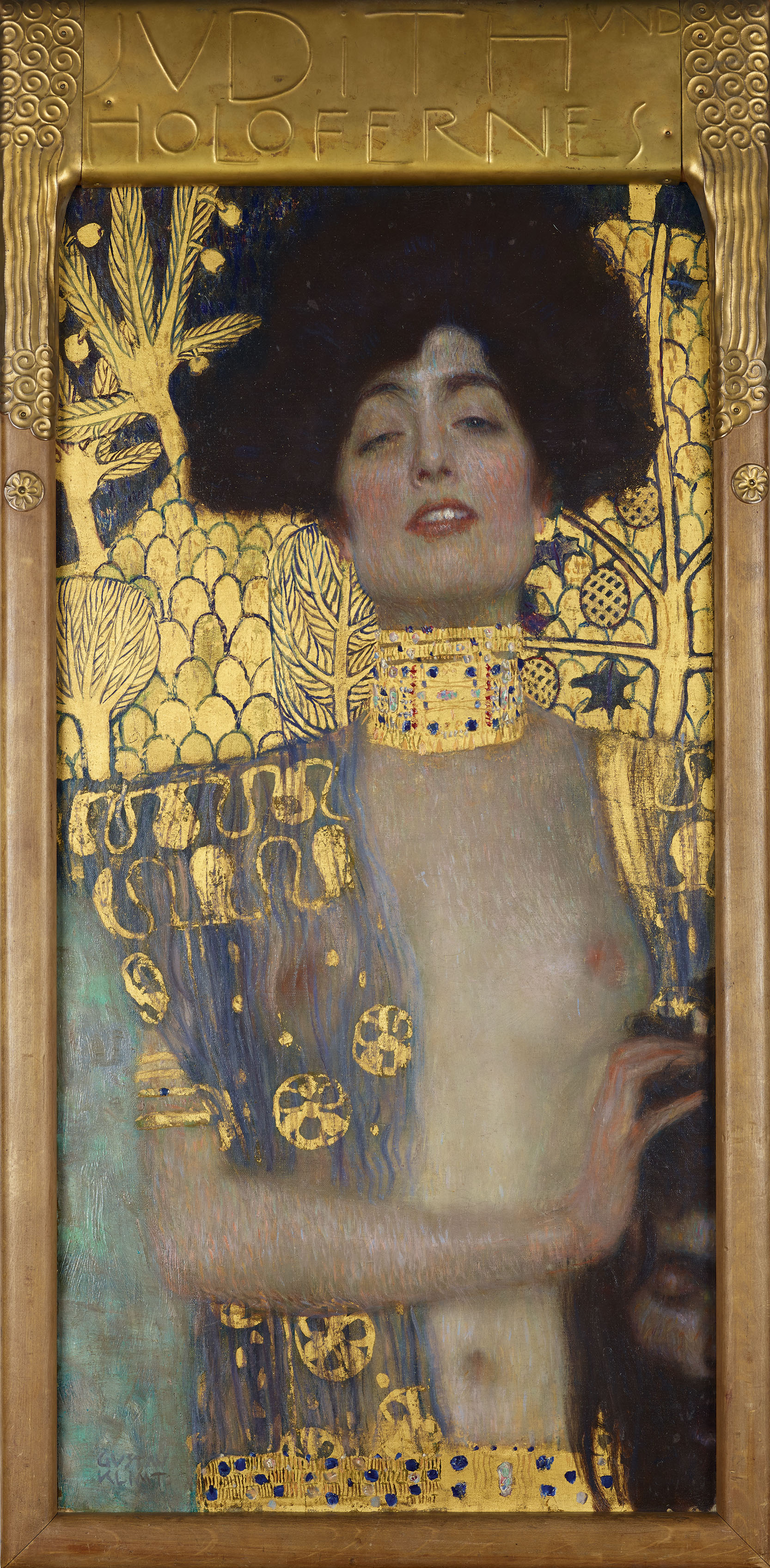
Ґустав Клімт, «Юдита I» (1901 р.)
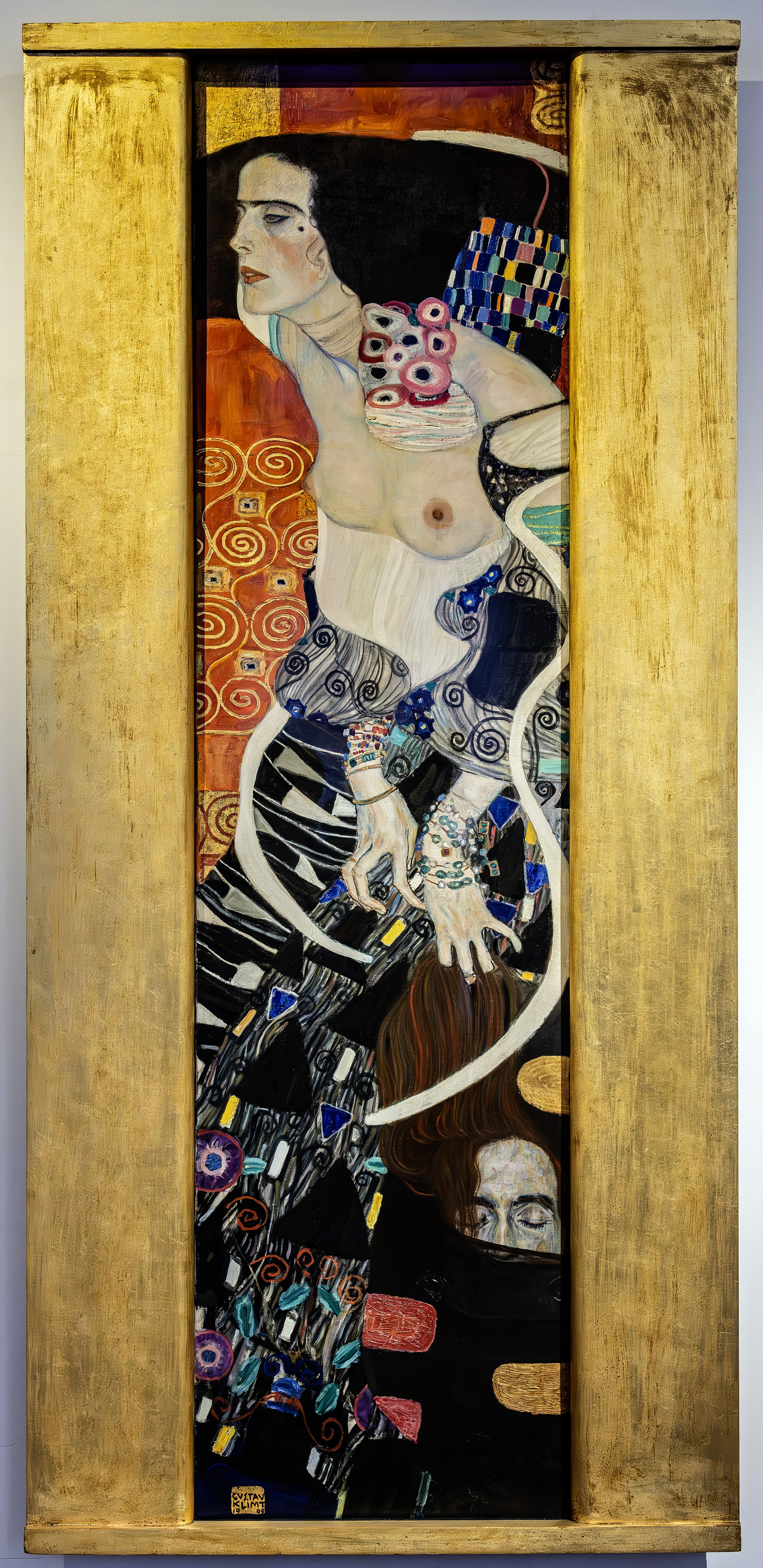
Ґустав Клімт, «Юдита ІI»  (1909 р.)
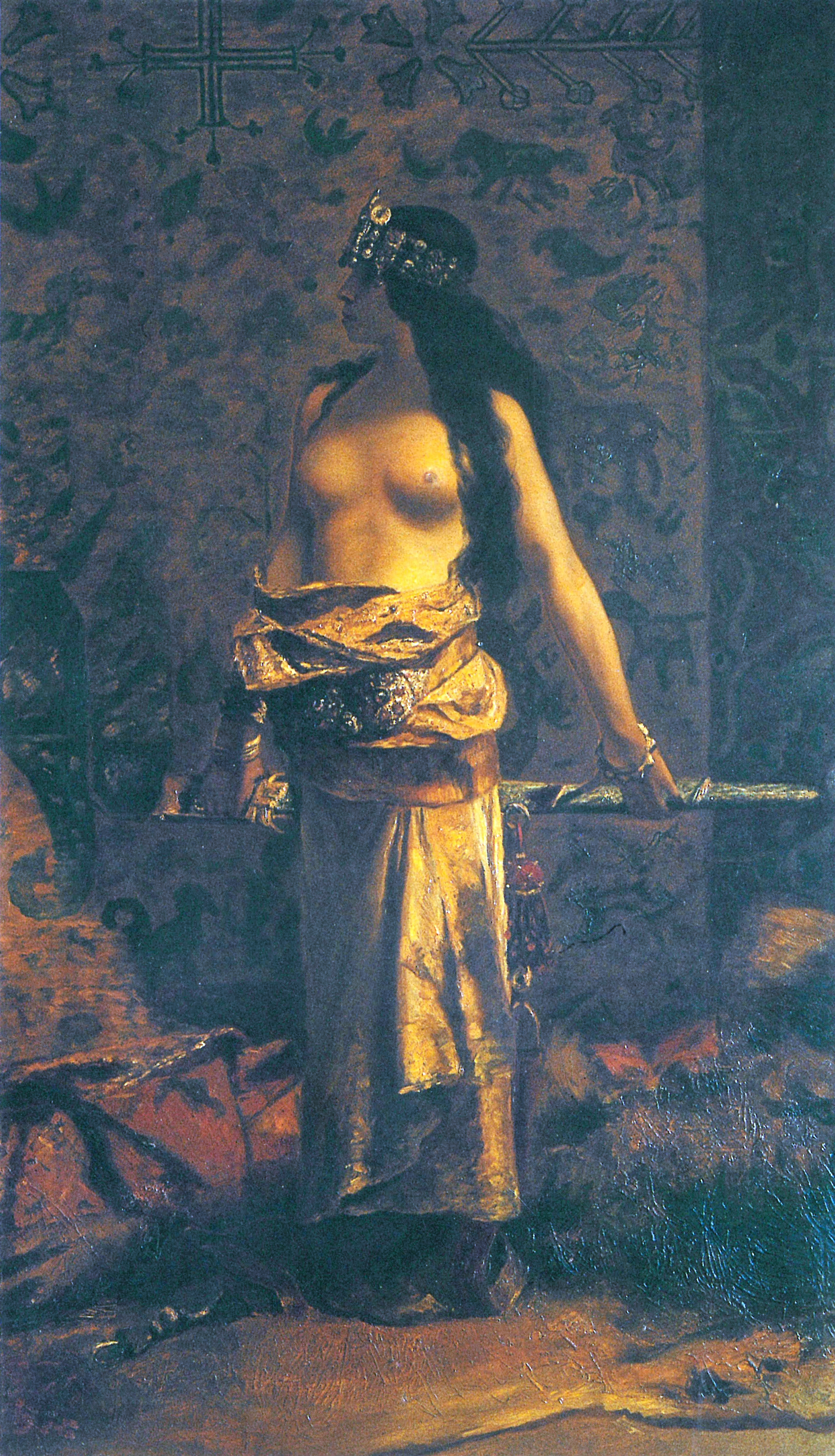
Раджа Раві Варма, «Юдита», 1889 р.
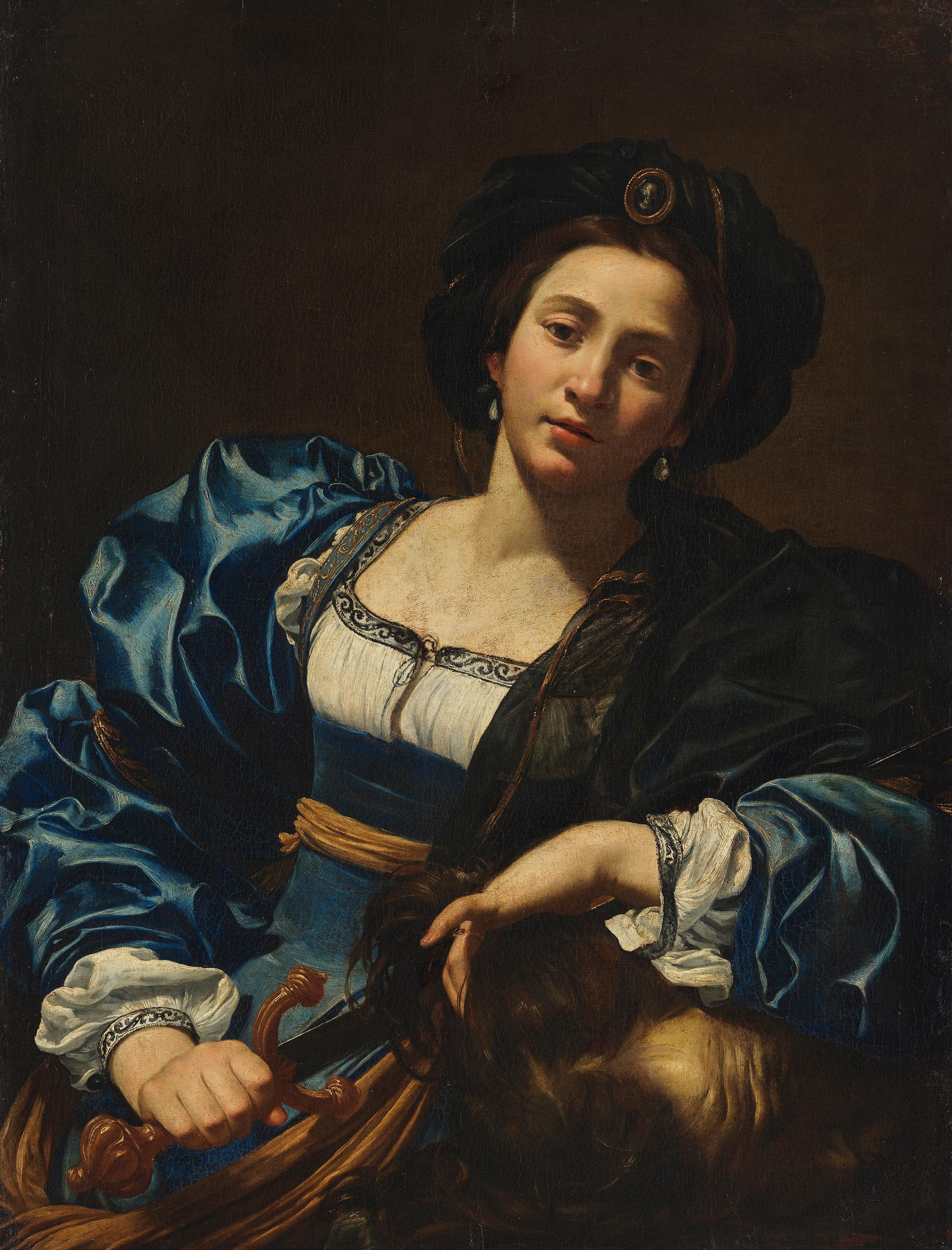
Сімон Вуе, «Юдита з головою Олоферна»
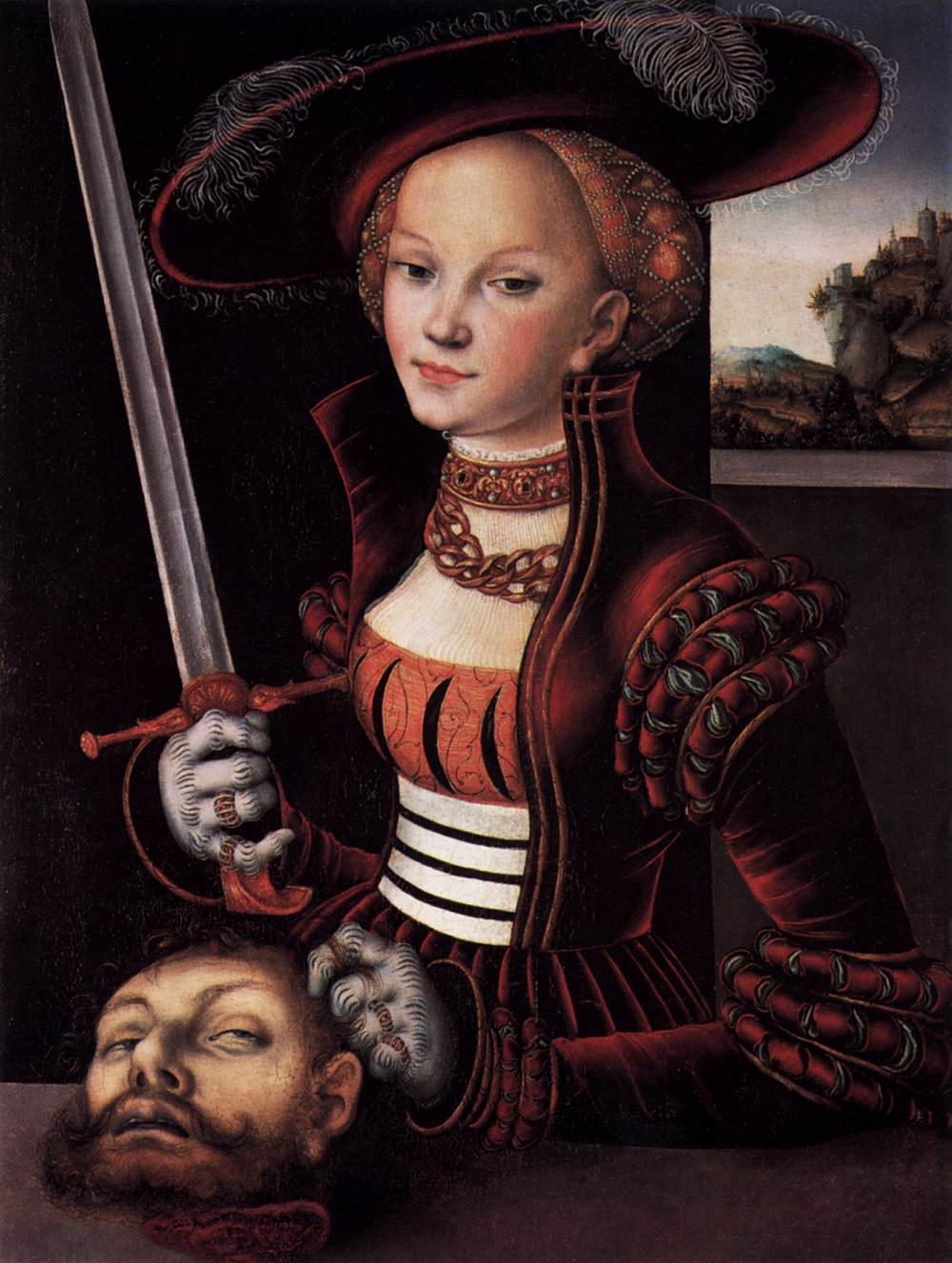
Лукас Кранах Старший,«Юдита з головою Олоферна», 1530 р.
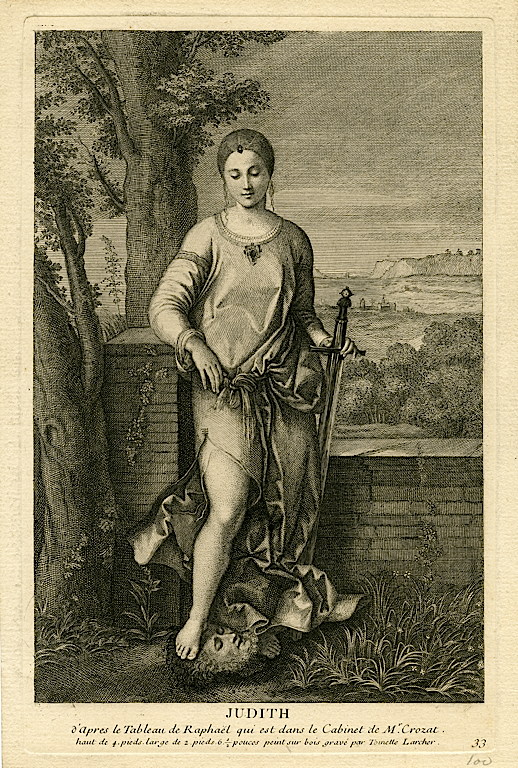
Туанетт Ларше після Джорджоне, Юдита, XVIII століття, гравюра з офортом, Відділ колекцій зображень, Бібліотека Національної галереї мистецтв, Вашингтон, округ Колумбія